# Neue Stärke Partei

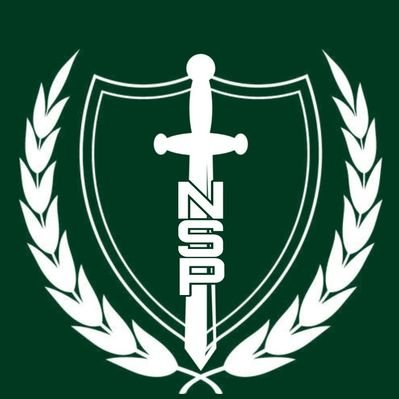
Logo der Neue Stärke Partei

Die Neue Stärke Partei (Kurzbezeichnung: NSP) ist eine neonazistische und  überregionale agierende Kleinstpartei.

## Ursprung und Ausbreitung
Die Ursprünge der Partei gehen bis in das Jahr 2015 zurück, als die Volksgemeinschaft Erfurt e. V. ins Leben gerufen wurde. Aus diesem Verein traten im Sommer 2018 Mitglieder in die neonazistische Partei Der III. Weg ein, aus der dann im Frühjahr 2020 der Verein Neue Stärke Erfurt e. V. hervorging. Es gründeten sich Ableger (intern „Abteilungen“ genannt) erst in thüringischen Städten und später auch in anderen Bundesländern. Die einzelnen regionalen Vereine bildeten dann auf dem ersten Parteitag am 13./14. November 2021 in Magdeburg die Neue Stärke Partei. Die Ausbreitung der Partei setzte sich fort; während des Parteitags wurde der erste Ableger der Partei in Westdeutschland gegründet. Gemäß der Antwort auf eine Kleine Anfrage hatte die Partei im Jahr 2022 bundesweit rund 100 Mitglieder.

## Politische Position
Die NSP positioniert sich ideologisch innerhalb der organisierten Neonaziszene in Deutschland. Ihr Parteiprogramm und ihre Veröffentlichungen spiegeln die Themen und Ansichten von Gruppen wie Die Rechte und Der III. Weg wider, darunter Rassismus, Antisemitismus, Homo- und Transfeindlichkeit, ein regressiver Naturbegriff, Geschichtsrevisionismus und Gewaltverherrlichung.

## Vorsitzende
- Bryan Kahnes (2021 bis Oktober 2022)
- Michel Fischer (Oktober 2021 bis 18. September 2022)
- Christoph Thews (seit 5. November 2022) und Sara Storch (seit 5. November 2022)[5]

## Beobachtung durch den Verfassungsschutz
Die Partei wird in mehreren Bundesländern vom Verfassungsschutz beobachtet, darunter auch in Baden-Württemberg, Sachsen und Rheinland-Pfalz. Die Partei gilt als Sammelbecken für gewaltbereite Neonazis. Im Januar 2023 leitete der Generalbundesanwalt Ermittlungen gegen mehrere Mitglieder der Partei ein.